# 1994 v dopravě
Tento článek obsahuje seznam událostí souvisejících s dopravou, které proběhly roku 1994.

## Leden
- 1. ledna

 Sjednoceny byly státní železnice východního (Deutsche Reichsbahn) a západního (Deutsche Bahn) Německa; vznikla tak železniční společnost Deutsche Bahn AG.

## Duben
- 1. dubna

 Byl zřízen Drážní úřad.

## Květen
- 6. května

  Byl oficiálně otevřen Eurotunel – tunel z Francie do Velké Británie.
- 28. května

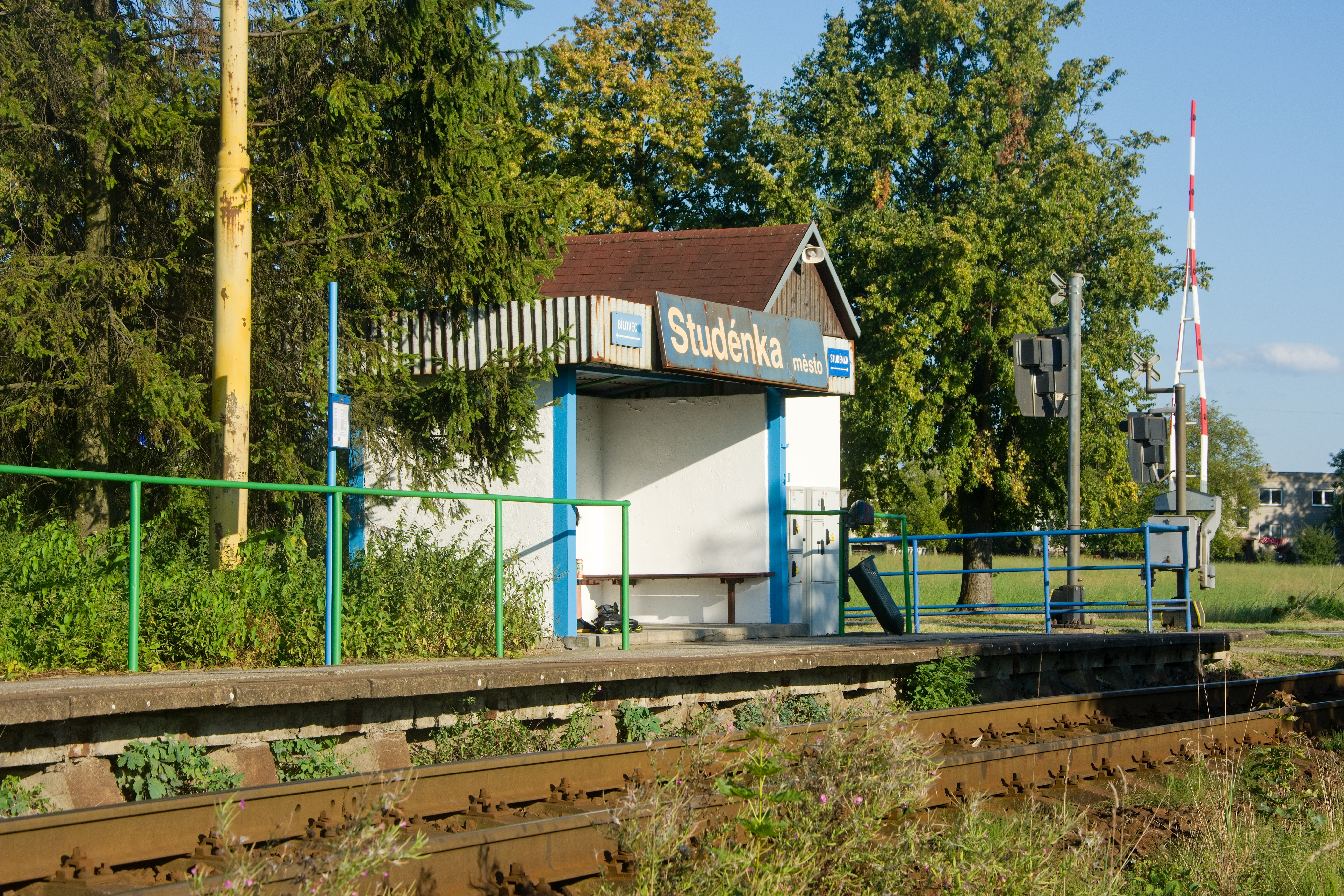
Zastávka Studénka město

 Byla dokončena částečná modernizace hlavního nádraží v Praze, které bylo rozšířeno o tři ostrovní nástupiště (č. 5, 6 a 7).
 Elektrické vlaky se poprvé rozjely na krátkém úseku tratě 200 z Písku do Protivína. Důvodem elektrizace úseku bylo zavedení přímých elektrických vlaků z Českých Budějovic do Písku.
- 29. května

 Na železniční trati Studénka–Bílovec byla otevřena nová zastávka Studénka město.

## Červenec
- 15. července

 V Moskevském metru zprovoznili technici poslední úsek na severní straně deváté linky (Serpuchovsko-Timirjazevskaja). Jednalo se o úsek mezi stanicemi Bibirjevo a Altufjevo.

## Září
- 25. září

 Byl slavnostně zahájen provoz vlakové linky RoLa pro přepravu kamionů. Cílem zavedení těchto vlaků mezi Lovosicemi a Drážďany bylo odlehčení provozu na silnici E55 přes hraniční přechod Cínovec od kamionové dopravy.
- 30. září

 Byl elektrizován další úsek tratě Brno – Přerov z Vyškova do Nezamyslic. V Nezamyslicích vznikl styk napájecích soustav.

## Listopad
- 11. listopadu

 V Pražském metru byl otevřen úsek V.B na lince B ve směru Zličín – Nové Butovice. V okamžiku otevření nebyl úsek dobudován celý (chyběl a do roku 2010 nebyl dokončen jeden vestibul ve stanici Stodůlky, a jeho otevření cestující veřejnosti bylo plánováno až s výstavbou nového panelového sídliště (Západní město) na louce u dnešní silnice Jeremiášova, vzhledem ke společenskopolitickým změnám po sametové revoluci nebyla ve výhlené době výstavba nových panelových sídlišť plánována.) Spolu s novým úsekem začalo fungovat též i Depo Zličín a od této doby tak nejsou v pražském metru nutné přejezdy mezi linkami po manipulačních spojkách.
- 17. listopadu

 Město Žilina zprovoznilo trolejbusovou síť.

## Prosinec
- 17. prosince

 Po více než čtyřiceti letech byl obnoven železniční provoz v úseku Kraslice–Hraničná na trati Sokolov–Zwotental.